# Kloster der Heiligen Elisabeth (Slawsk)

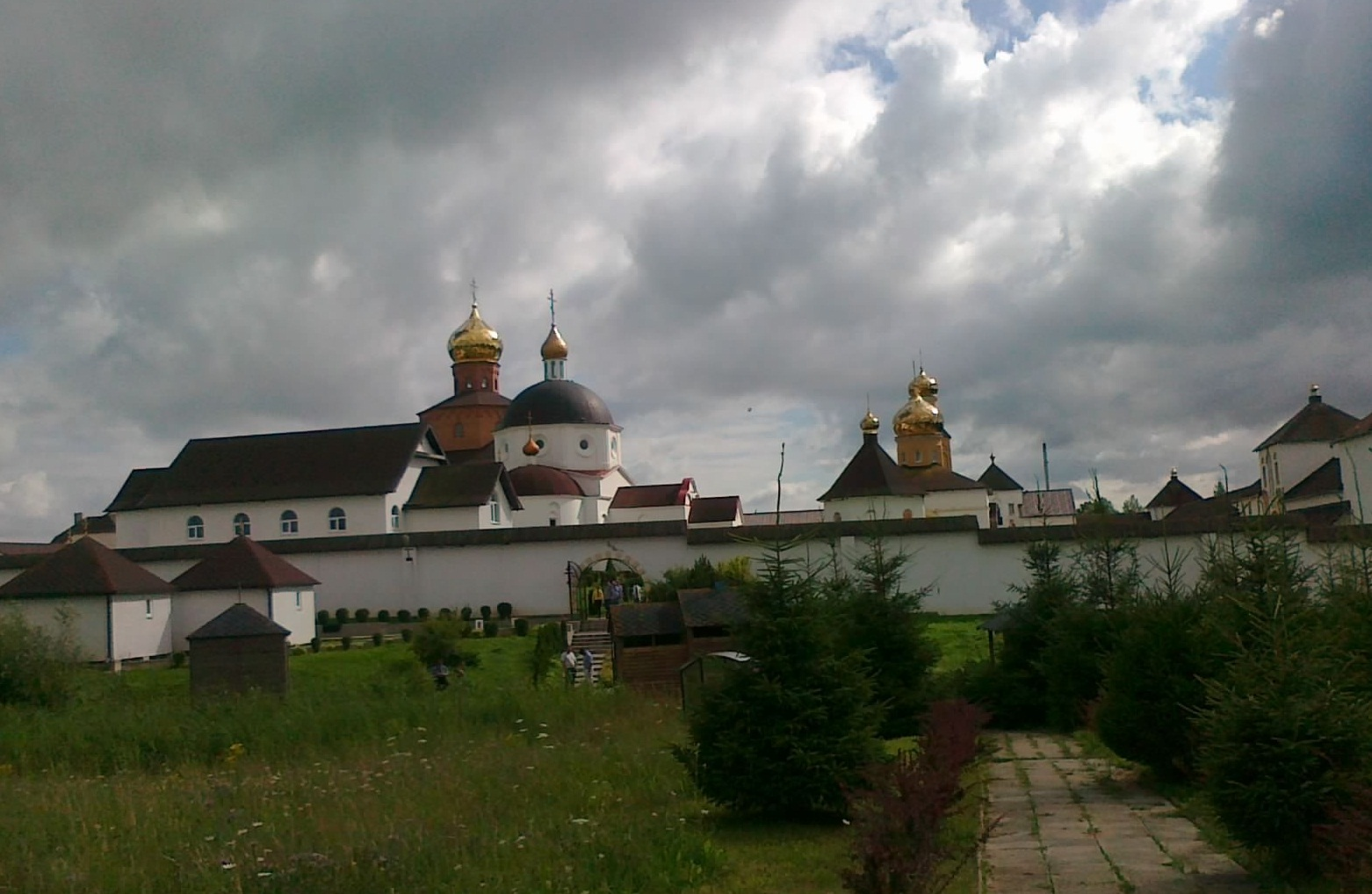
Das Kloster der Heiligen Elisabeth (2016)

Das Kloster der Heiligen Elisabeth (russisch Свято-Елисаветинский женский монастырь) befindet sich im Rajon Slawsk im russischen Oblast Kaliningrad, im Dorf Priosjorje (Приозерье – früher: Argelothen) am Flüsschen Arge (heute: Slaja).
Koordinaten: 54° 59′ 31,9″ N, 21° 45′ 1,6″ O

## Geschichte
Das Kloster wurde 1999 gegründet und gilt als das erste russisch-orthodoxe Kloster im Kaliningrader Gebiet. Das Kloster ist nach Elisabeth von Hessen-Darmstadt benannt, die als Märtyrerin verehrt wird.

## Anlage
Der Klosterkomplex erinnert an die alten Ordensburgen des Deutschen Ordens, der einst die Region urbar machte. In der Mitte befindet sich die Kirche, die Alexander Swirski gewidmet ist. Das Kloster beherbergt auch die Kirche „Nimm hinweg mein Leid“ (Утоли моя печали) und den Klosterglockenturm. Das Wasser eines Brunnens gilt als lebensspendend. Der Klosterkomplex wird von einem 25 Meter hohen Kreuz dominiert, das als das höchste orthodoxe Kreuz Russlands gilt. Im Kloster gibt es auch ein Museum zu Ehren der Märtyrer und eine Kunstgalerie der Äbtissin Elisabeth. In der Nähe befinden sich ein Vogelpark.